# Kaszkiet

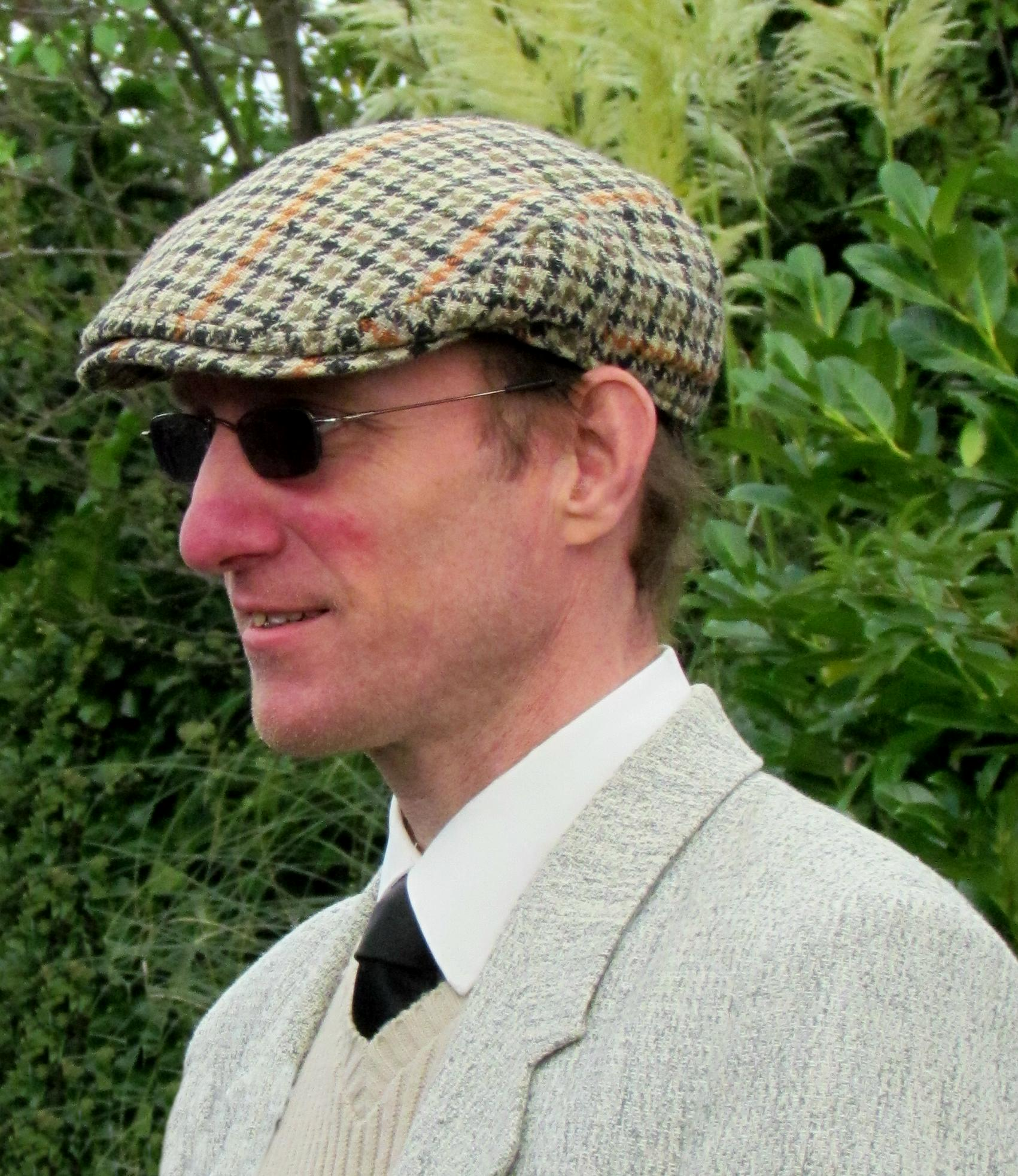
Kaszkiet

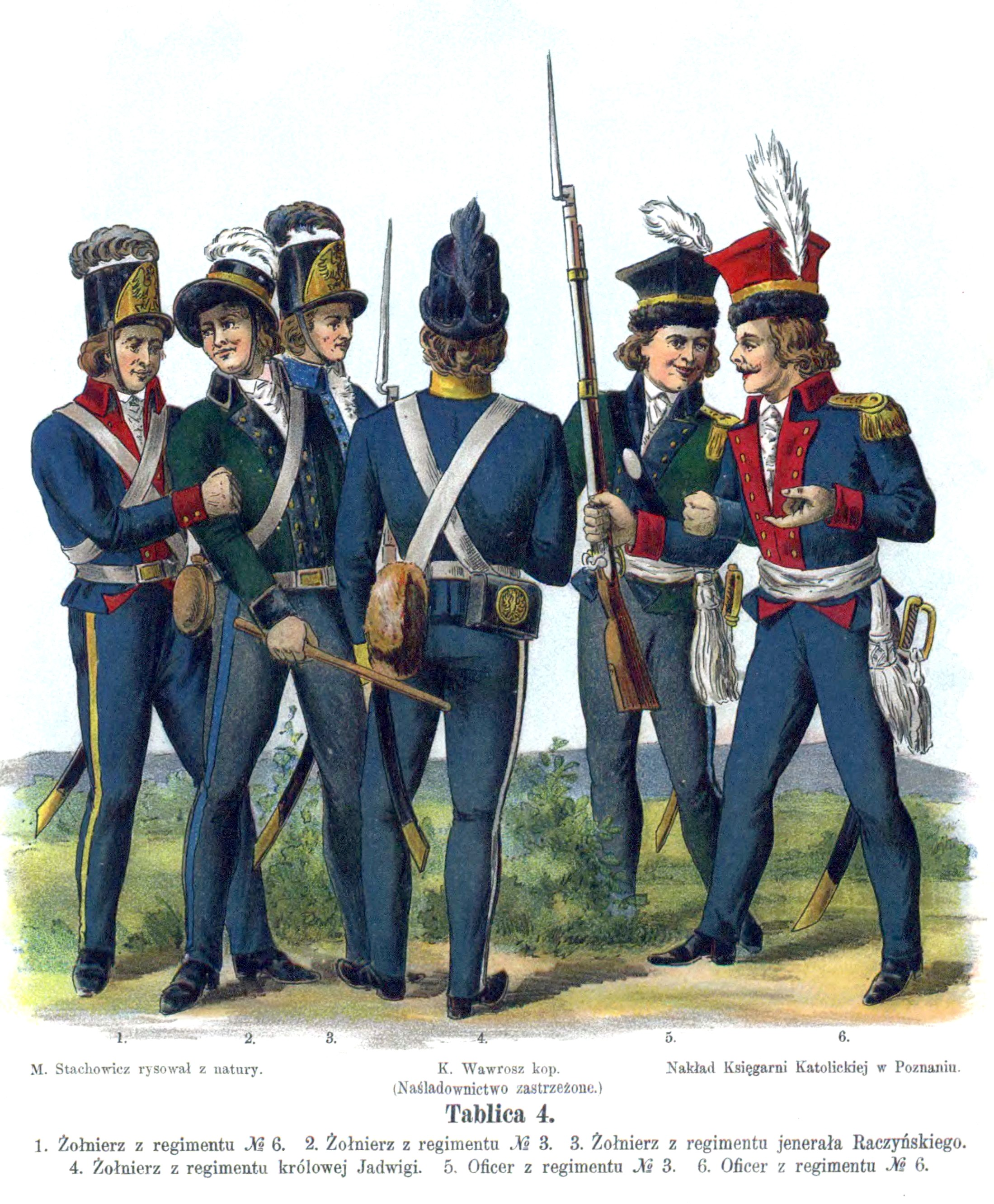
Żołnierze wojsk powstania kościuszkowskiego – z lewej: w kaszkietach

Kaszkiet (z fr. casquette) – różne rodzaje męskiego nakrycia głowy:
- usztywniona płaska czapka z daszkiem z przodu[1]
- wysoka czapka wojskowa, filcowa albo skórzana, z niewielkim daszkiem z przodu, chroniąca przed cięciem broni białej[2].

Kaszkiety wprowadzono w XVIII wieku w wielu armiach, m.in. w polskiej, w wojsku pruskim zastąpiły one kapelusze trójgraniaste (trikorny). Odmiana polska miała jedynie daszek z przodu, natomiast pruska była zasadniczo kapeluszem o rondzie podniesionym z przodu i z tyłu. Kaszkiet dodatkowo opatrzony był z przodu blachą, cyfrą pułku, kokardą czy symbolem formacji (np. grenadierzy pruscy mieli na blasze wytłoczone symboliczne granaty). Popularny też w latach 30. XX wieku. W wojsku Królestwa Polskiego wprowadzono w 1819 na wzór rosyjski okrągłe kaszkiety z czarnego filcu ze skórzanym denkiem, rozszerzone ku górze i dekorowane czarną kitą oraz barwnymi sznurami odpowiadającymi rodzajowi broni (piechota – białe, artyleria – czerwone).